# Ивановский район (Ивановская область)
Ива́новский райо́н — административно-территориальная единица (район) и муниципальное образование (муниципальный район) в центральной части Ивановской области России.
Административный центр — город Иваново (в состав района не входит). Административный центр муниципального района — село Ново-Талицы.

## История
Ивановский район образован 10 июня 1929 года по постановлению Президиума ВЦИК «О составе округов и районов Ивановской промышленной области» в составе Шуйского округа Ивановской Промышленной области из Лежневской, Кохомской и части Ивановской, Середской, Дуниловской, Ново-Гокинской и Тейковской волостей. В район вошло 37 сельсоветов: Авдотьинский, Афанасьевский, Богданихинский, Беркинский, Богородский, Бибиревский, Буньковский, Бурмаковский, Дегтяревский, Дерябихский, Елюнинский, Жаровский, Задниковский, Захарьинский, Златоустовский, Иванцевский, Калачевский, Клевцовский, Коляновский, Коноховский, Купалищенский, Лежневский, Никольский, Марковский, Масловский, Михалевский, Миханихинский, Ново-Талицкий, Плясуновский, Подвязновский, Полумихинский, Тюрюковский, Увальевский, Чернцкий.
1 января 1932 года Постановлением Президиума ВЦИК Ивановский район был реорганизован в городской. Ему были оставлены сельсоветы: Авдотьинский, Богданихинский, Богородский, Дерябихский, Добрынский, Елюнинский, Иванцевский, Калачевский, Коляновский, Никольский, Ново-Талицкий, Подвязновский. Остальные сельсоветы переданы соседним районам. 20 июня 1932 года в район переданы: Беркинский, Буньковский, Клевцовский, Степановский и Тюрюковский сельсоветы Писцовского района. 11 февраля 1933 года сельсоветы: Богданихский, Дерябихский, Елюнинский и Подвязновский переданы Кохомскому горсовету. В январе 1935 года район вновь был восстановлен как сельский. К району присоединились сельсоветы: Бибиревский из Середского района, Дегтяревский, Златоустовский, Купалищенский и Михалевский — из Лежневского района, Колбацкий и Нефедовский — из Шуйского. 21 октября 1948 года к району присоединен упразднённый Кохомский район с сельсоветами: Богданихским, Бурмаковским, Дерябихским, Елюнинским, Жаровским, Подвязновским, Захарьинским, Полунихским, Михалицким, Стромихинским. 18 июня 1954 года ликвидированы следующие сельсоветы: Коляновский, Купалищенский, Михалевский, Жаровский, Нефедьевский, Михалицкий, Поулнихский, Никольский, Беркинский, Бибиревский, Тюрюковский; объединены сельсоветы Богдинихский, Бурмаковский, Дерябихский Подвязновский — в Кохомский, Елюнинский и Захарьинский — в Родионцевский, Клевцовский и Степановский — в Рожновский, Добрынский и Колбацкий — в Тимошихский. 15 июля 1959 года упразднён Родионцевский сельсовет.
1 февраля 1963 года район был преобразован в Ивановский сельский район. В него вошли целиком Ивановский, Комсомольский и часть Лежневского района. 13 января 1965 года Ивановский сельский район преобразован в район в составе города Кохма, рабочих посёлков Лежнево и Озёрное бывшего Советского промышленного района, а также территорий Авдотьинского, Анисимовского, Богородского, Буньковского, Воскресенского, Дегтяревского, Златоустовского, Иванцевского, Калачевского, Кохомского, Лежневского, Ново-Талицкого, Растилковского, Рожновского, Семиновского, Стромихинского, Тимошихского, Чернцкого и Щаповского сельсоветов. 12 августа 1974 года переименованы сельсоветы Анисимовский — в Задниковский, Рожковский — в Балахонковский. В 1979 году объединены Кохомский и Стромихинский сельсоветы в Богданихский, образованы Подвязновский, Чернореченский и Шилыковский сельсоветы, упразднён Златоустовский сельсовет. 28 августа 1985 года в состав вновь образованного Лежневского района переданы рабочий посёлок Лежнево, сельсоветы Воскресенский, Задниковский, Лежневский, Растилковский, Чернцкий, Шилыковский, Щаповский. 19 декабря 1985 года Авдотьинский сельсовет переименован в Беляницкий. 8 сентября 1989 года Семиновский сельсовет переименован в Куликовский. 3 декабря 1994 года Дегтяревский сельсовет переименован в Коляновский.
Законом Ивановской области от 10 апреля 1998 года из состава муниципального образования «Ивановский район» было выделено муниципальное образование «город Кохма»  в границах городской черты (административных границах) г. Кохмы, что отражено и в сборнике административно-территориального устройства на 1 января 2001 года, однако до переписи 2010 года Кохма продолжала учитываться Росстатом в составе района.
В 2005 году в рамках организации местного самоуправления был образован Ивановский муниципальный район без учёта города Кохма. При этом в рамках административно-территориального устройства, согласно ОКАТО, город Кохма продолжает относиться к Ивановскому району, тогда как в ГКГН уже нет.

## Население
| 1939    | 1959    | 1970    | 1979    | 1989    | 2002    | 2009    | 2010    | 2011    |
| ------- | ------- | ------- | ------- | ------- | ------- | ------- | ------- | ------- |
| 34 136  | ↗50 910 | ↗69 926 | ↗72 125 | ↘61 868 | ↗64 270 | ↘63 633 | ↘36 987 | ↘36 954 |
| 2012    | 2013    | 2014    | 2015    | 2016    | 2017    | 2018    | 2019    | 2020    |
| ↗37 106 | ↘37 042 | ↗37 268 | ↘37 225 | ↗37 851 | ↗38 066 | ↗38 097 | ↘37 604 | ↗37 666 |
| 2021    |         |         |         |         |         |         |         |         |
| ↗40 609 |         |         |         |         |         |         |         |         |

### Урбанизация
Всё население района — сельское. Город Кохма учитывался в составе Ивановского района до 2010 года. Город областного подчинения Иваново в центре района в него также не входит.

### Национальный состав
По итогам переписи населения 2020 года проживали следующие национальности (национальности менее 0,1 % и другое, см. в сноске к строке «Другие»):
| Национальность | Численность, чел. | Доля     |
| -------------- | ----------------- | -------- |
| Русские        | 36 020            | 88,70 %  |
| Цыгане         | 600               | 1,48 %   |
| Армяне         | 181               | 0,45 %   |
| Татары         | 181               | 0,45 %   |
| Азербайджанцы  | 117               | 0,29 %   |
| Украинцы       | 111               | 0,27 %   |
| Таджики        | 74                | 0,18 %   |
| Мордва         | 48                | 0,12 %   |
| Киргизы        | 41                | 0,10 %   |
| Другие         | 3236              | 7,96 %   |
| Итого          | 40 609            | 100,00 % |

## Муниципально-территориальное устройство
В Ивановский муниципальный район входят 11 муниципальных образований со статусом сельского поселения:
| №  | Муниципальное образование         | Административный центр | Количество населённых пунктов | Население (чел.) | Площадь (км²) |
| -- | --------------------------------- | ---------------------- | ----------------------------- | ---------------- | ------------- |
| 1  | Балахонковское сельское поселение | деревня Балахонки      | 28                            | ↗1734            | 173,50        |
| 2  | Беляницкое сельское поселение     | деревня Беляницы       | 17                            | ↗4162            | 93,76         |
| 3  | Богданихское сельское поселение   | деревня Богданиха      | 42                            | ↘3921            | 146,16        |
| 4  | Богородское сельское поселение    | село Богородское       | 13                            | ↗4583            | 101,86        |
| 5  | Коляновское сельское поселение    | деревня Коляново       | 28                            | ↗6077            | 105,74        |
| 6  | Куликовское сельское поселение    | деревня Куликово       | 34                            | ↗2209            | 158,45        |
| 7  | Новоталицкое сельское поселение   | село Ново-Талицы       | 13                            | ↗10 564          | 76,15         |
| 8  | Озёрновское сельское поселение    | село Озёрный           | 6                             | ↘1168            | 82,42         |
| 9  | Подвязновское сельское поселение  | село Подвязновский     | 3                             | ↗3339            | 15,86         |
| 10 | Тимошихское сельское поселение    | деревня Тимошиха       | 18                            | ↗1162            | 90,60         |
| 11 | Чернореченское сельское поселение | село Чернореченский    | 2                             | ↗1690            | 39,40         |

## Населённые пункты
В Ивановском районе 204 населённых пункта (все — сельские).
| №   | Населённый пункт    | Тип              | Население | Муниципальное образование         |
| --- | ------------------- | ---------------- | --------- | --------------------------------- |
| 1   | Андреево            | деревня          | ↘26       | Коляновское сельское поселение    |
| 2   | Анкудиново          | деревня          | ↘72       | Новоталицкое сельское поселение   |
| 3   | Антониха            | деревня          | ↘0        | Богданихское сельское поселение   |
| 4   | Афанасово           | деревня          | ↗865      | Богородское сельское поселение    |
| 5   | Бабенки             | деревня          | ↘41       | Коляновское сельское поселение    |
| 6   | Баглаево            | деревня          | 11        | Балахонковское сельское поселение |
| 7   | Балахонки           | деревня          | ↗472      | Балахонковское сельское поселение |
| 8   | Бедряево            | деревня          | ↘15       | Тимошихское сельское поселение    |
| 9   | Белоусиха           | деревня          | ↗3        | Куликовское сельское поселение    |
| 10  | Беляницы            | деревня          | ↗739      | Беляницкое сельское поселение     |
| 11  | Беркино             | деревня          | ↘50       | Новоталицкое сельское поселение   |
| 12  | Бибирево            | село             | ↘236      | Озёрновское сельское поселение    |
| 13  | Богданиха           | деревня          | ↗1707     | Богданихское сельское поселение   |
| 14  | Богородское         | деревня          | 18        | Беляницкое сельское поселение     |
| 15  | Богородское         | село             | ↘2969     | Богородское сельское поселение    |
| 16  | Боевик              | деревня          | 104       | Богданихское сельское поселение   |
| 17  | Брюхово             | село             | ↗141      | Балахонковское сельское поселение |
| 18  | Буньково            | село             | ↗489      | Балахонковское сельское поселение |
| 19  | Бурмакино           | деревня          | ↘10       | Богданихское сельское поселение   |
| 20  | Бухарово            | деревня          | ↗576      | Коляновское сельское поселение    |
| 21  | Бяково              | деревня          | ↘44       | Богородское сельское поселение    |
| 22  | Василево            | деревня          | ↗62       | Куликовское сельское поселение    |
| 23  | Васильевское        | деревня          | ↘13       | Куликовское сельское поселение    |
| 24  | Волгасиха           | деревня          | ↘1        | Богданихское сельское поселение   |
| 25  | Волжанка            | деревня          | ↘38       | Богданихское сельское поселение   |
| 26  | Востра              | деревня          | 113       | Коляновское сельское поселение    |
| 27  | Вотола              | деревня          | ↘4        | Коляновское сельское поселение    |
| 28  | Высоково            | деревня          | 110       | Озёрновское сельское поселение    |
| 29  | Вятчинки            | деревня          | ↘5        | Богданихское сельское поселение   |
| 30  | Гляденцево          | деревня          | ↘1        | Тимошихское сельское поселение    |
| 31  | Говядово            | деревня          | ↗211      | Беляницкое сельское поселение     |
| 32  | Гоголево            | деревня          | ↘42       | Богданихское сельское поселение   |
| 33  | Голчаново           | деревня          | →124      | Новоталицкое сельское поселение   |
| 34  | Голяково            | деревня          | ↘35       | Коляновское сельское поселение    |
| 35  | Горбово             | деревня          | ↘5        | Куликовское сельское поселение    |
| 36  | Горенцово           | деревня          | ↘16       | Коляновское сельское поселение    |
| 37  | Горшково            | деревня          | ↘10       | Коляновское сельское поселение    |
| 38  | Григорово           | деревня          | ↘15       | Балахонковское сельское поселение |
| 39  | Гусево              | деревня          | ↘42       | Балахонковское сельское поселение |
| 40  | Дегтярево           | деревня          | ↗244      | Коляновское сельское поселение    |
| 41  | Дерябиха            | деревня          | ↗105      | Богданихское сельское поселение   |
| 42  | Десятское           | деревня          | ↘14       | Богданихское сельское поселение   |
| 43  | Добрынское          | деревня          | ↘9        | Тимошихское сельское поселение    |
| 44  | Дома Радиотранссети | населённый пункт | 0         | Подвязновское сельское поселение  |
| 45  | Дубники             | деревня          | ↘15       | Богданихское сельское поселение   |
| 46  | Дубынино            | деревня          | ↘44       | Богданихское сельское поселение   |
| 47  | Дьяково             | деревня          | ↘117      | Беляницкое сельское поселение     |
| 48  | Егорий              | село             | ↘12       | Балахонковское сельское поселение |
| 49  | Елюнино             | село             | ↘23       | Куликовское сельское поселение    |
| 50  | Ермолино            | деревня          | ↗474      | Тимошихское сельское поселение    |
| 51  | Жары                | деревня          | ↗6        | Куликовское сельское поселение    |
| 52  | Железнодорожный     | село             | ↗776      | Подвязновское сельское поселение  |
| 53  | Желтоносово         | деревня          | ↘6        | Богданихское сельское поселение   |
| 54  | Жилино              | деревня          | ↘1        | Чернореченское сельское поселение |
| 55  | Жирохово            | деревня          | ↘3        | Богданихское сельское поселение   |
| 56  | Жуково              | деревня          | ↗347      | Коляновское сельское поселение    |
| 57  | Заболотье           | деревня          | ↘2        | Балахонковское сельское поселение |
| 58  | Завражново          | деревня          | ↘3        | Коляновское сельское поселение    |
| 59  | Залесье             | деревня          | ↗284      | Новоталицкое сельское поселение   |
| 60  | Замайцево           | деревня          | ↘5        | Балахонковское сельское поселение |
| 61  | Запольново          | деревня          | ↘25       | Коляновское сельское поселение    |
| 62  | Заречье             | деревня          | 8         | Беляницкое сельское поселение     |
| 63  | Захарьино           | деревня          | ↘123      | Богданихское сельское поселение   |
| 64  | Зелёный Городок     | деревня          | 132       | Коляновское сельское поселение    |
| 65  | Зольново            | деревня          | ↘0        | Тимошихское сельское поселение    |
| 66  | Зыбиха              | деревня          | ↘33       | Новоталицкое сельское поселение   |
| 67  | Иванково            | деревня          | ↗33       | Балахонковское сельское поселение |
| 68  | Иванцево            | деревня          | ↘274      | Беляницкое сельское поселение     |
| 69  | Игнатово            | деревня          | ↗610      | Коляновское сельское поселение    |
| 70  | Игнатцево           | деревня          | ↘11       | Богданихское сельское поселение   |
| 71  | Измайлово           | деревня          | ↗8        | Куликовское сельское поселение    |
| 72  | Иневеж              | деревня          | ↗204      | Новоталицкое сельское поселение   |
| 73  | Исаево              | деревня          | ↗9        | Куликовское сельское поселение    |
| 74  | Кадниково           | деревня          | ↘41       | Новоталицкое сельское поселение   |
| 75  | Калачево            | деревня          | ↘52       | Богданихское сельское поселение   |
| 76  | Калачево            | село             | ↘30       | Куликовское сельское поселение    |
| 77  | Каликино            | деревня          | ↗6        | Куликовское сельское поселение    |
| 78  | Каликино            | деревня          | 13        | Озёрновское сельское поселение    |
| 79  | Клинцево            | деревня          | ↘23       | Балахонковское сельское поселение |
| 80  | Кожевниково         | деревня          | ↗95       | Куликовское сельское поселение    |
| 81  | Кожевницы           | деревня          | ↘0        | Богданихское сельское поселение   |
| 82  | Колбацкое           | село             | ↗136      | Тимошихское сельское поселение    |
| 83  | Колесницы Большие   | деревня          | ↘4        | Богданихское сельское поселение   |
| 84  | Коляново            | деревня          | ↗1175     | Коляновское сельское поселение    |
| 85  | Конохово            | деревня          | ↘201      | Беляницкое сельское поселение     |
| 86  | Котцыно             | село             | ↘171      | Куликовское сельское поселение    |
| 87  | Котюрево            | деревня          | ↘30       | Тимошихское сельское поселение    |
| 88  | Кочедыково          | деревня          | ↗184      | Богданихское сельское поселение   |
| 89  | Кочнево             | деревня          | ↘13       | Балахонковское сельское поселение |
| 90  | Кочорский           | деревня          | 487       | Богданихское сельское поселение   |
| 91  | Красное             | деревня          | ↘17       | Куликовское сельское поселение    |
| 92  | Красносельская      | деревня          | ↗1        | Куликовское сельское поселение    |
| 93  | Кривцово            | деревня          | ↗145      | Беляницкое сельское поселение     |
| 94  | Круглово            | деревня          | ↘171      | Коляновское сельское поселение    |
| 95  | Крутово             | деревня          | ↗286      | Коляновское сельское поселение    |
| 96  | Крюково             | деревня          | ↘33       | Беляницкое сельское поселение     |
| 97  | Кулиги              | деревня          | ↘1        | Новоталицкое сельское поселение   |
| 98  | Куликово            | деревня          | ↗1255     | Куликовское сельское поселение    |
| 99  | Куминово            | деревня          | ↘0        | Новоталицкое сельское поселение   |
| 100 | Купалищи            | деревня          | ↘28       | Коляновское сельское поселение    |
| 101 | Лебяжий Луг         | деревня          | 356       | Коляновское сельское поселение    |
| 102 | Лесное              | деревня          | 82        | Озёрновское сельское поселение    |
| 103 | Лодышкино           | деревня          | ↘0        | Богданихское сельское поселение   |
| 104 | Ломы                | деревня          | ↗80       | Коляновское сельское поселение    |
| 105 | Лупаново            | деревня          | ↘0        | Коляновское сельское поселение    |
| 106 | Лысново             | деревня          | ↘163      | Коляновское сельское поселение    |
| 107 | Максаки             | деревня          | 37        | Озёрновское сельское поселение    |
| 108 | Малинки             | деревня          | ↗159      | Куликовское сельское поселение    |
| 109 | Манульцево          | деревня          | ↘7        | Богданихское сельское поселение   |
| 110 | Марицыно            | деревня          | ↘2        | Тимошихское сельское поселение    |
| 111 | Матрохино           | деревня          | ↘8        | Куликовское сельское поселение    |
| 112 | Микшино             | деревня          | 13        | Балахонковское сельское поселение |
| 113 | Мильцево            | деревня          | ↘20       | Беляницкое сельское поселение     |
| 114 | Михалево            | село             | ↗1625     | Новоталицкое сельское поселение   |
| 115 | Михалицы            | село             | ↘17       | Богданихское сельское поселение   |
| 116 | Нежилово            | деревня          | ↘12       | Богданихское сельское поселение   |
| 117 | Нефедьево           | деревня          | ↗12       | Куликовское сельское поселение    |
| 118 | Никольское          | село             | ↘85       | Богородское сельское поселение    |
| 119 | Никульское          | деревня          | ↗82       | Коляновское сельское поселение    |
| 120 | Новая               | деревня          | ↘2        | Богданихское сельское поселение   |
| 121 | Новино              | деревня          | 25        | Богородское сельское поселение    |
| 122 | Ново-Талицы         | село             | ↘7955     | Новоталицкое сельское поселение   |
| 123 | Оголиха             | деревня          | ↘0        | Новоталицкое сельское поселение   |
| 124 | Озёрный             | село             | ↘795      | Озёрновское сельское поселение    |
| 125 | Ольховка            | деревня          | 0         | Балахонковское сельское поселение |
| 126 | Опольное            | деревня          | 83        | Тимошихское сельское поселение    |
| 127 | Орьмово Большое     | деревня          | ↘70       | Богданихское сельское поселение   |
| 128 | Орьмово Малое       | деревня          | ↘48       | Богданихское сельское поселение   |
| 129 | Ошуриха             | деревня          | ↘12       | Тимошихское сельское поселение    |
| 130 | Пальмицыно          | деревня          | ↘24       | Богданихское сельское поселение   |
| 131 | Панеево             | село             | ↗196      | Коляновское сельское поселение    |
| 132 | Панкратцево         | деревня          | ↗15       | Куликовское сельское поселение    |
| 133 | Парфеньево          | деревня          | ↘35       | Куликовское сельское поселение    |
| 134 | Пережогино          | деревня          | 20        | Тимошихское сельское поселение    |
| 135 | Песочнево           | деревня          | ↗258      | Беляницкое сельское поселение     |
| 136 | Петровское          | деревня          | ↘23       | Тимошихское сельское поселение    |
| 137 | Пещеры              | деревня          | ↘23       | Коляновское сельское поселение    |
| 138 | Пирогово            | деревня          | ↘9        | Балахонковское сельское поселение |
| 139 | Плишкино            | деревня          | 4         | Тимошихское сельское поселение    |
| 140 | Погибельцево        | деревня          | ↘1        | Балахонковское сельское поселение |
| 141 | Подвязновский       | село             | ↗2477     | Подвязновское сельское поселение  |
| 142 | Подталицы           | деревня          | ↘76       | Богородское сельское поселение    |
| 143 | Полуниха            | деревня          | ↘34       | Коляновское сельское поселение    |
| 144 | Полхини             | деревня          | ↘19       | Балахонковское сельское поселение |
| 145 | Поляниново          | деревня          | ↘3        | Тимошихское сельское поселение    |
| 146 | Поповское           | деревня          | ↘19       | Балахонковское сельское поселение |
| 147 | Поповское           | деревня          | ↗26       | Куликовское сельское поселение    |
| 148 | Починки             | деревня          | ↗16       | Куликовское сельское поселение    |
| 149 | Праслово            | деревня          | ↘9        | Богданихское сельское поселение   |
| 150 | Прислониха          | деревня          | ↘20       | Богданихское сельское поселение   |
| 151 | Рогатино            | деревня          | ↘21       | Куликовское сельское поселение    |
| 152 | Родионцово          | село             | ↘14       | Богданихское сельское поселение   |
| 153 | Рожново             | деревня          | ↘16       | Балахонковское сельское поселение |
| 154 | Рюмкино             | деревня          | 0         | Богородское сельское поселение    |
| 155 | Рябинкино           | деревня          | ↘22       | Тимошихское сельское поселение    |
| 156 | Сальцево            | деревня          | ↘25       | Богданихское сельское поселение   |
| 157 | Самсоново           | деревня          | ↘17       | Богданихское сельское поселение   |
| 158 | Сафронцево          | деревня          | ↗29       | Куликовское сельское поселение    |
| 159 | Сверчково           | деревня          | ↘0        | Коляновское сельское поселение    |
| 160 | Светлый Луч         | деревня          | 262       | Богородское сельское поселение    |
| 161 | Семёновское         | село             | ↘109      | Беляницкое сельское поселение     |
| 162 | Семиново            | деревня          | ↗55       | Куликовское сельское поселение    |
| 163 | Сергиевское         | деревня          | ↘16       | Богородское сельское поселение    |
| 164 | Серково             | деревня          | ↘9        | Балахонковское сельское поселение |
| 165 | Сидоровское         | село             | ↗19       | Куликовское сельское поселение    |
| 166 | Ситниково           | деревня          | ↘10       | Балахонковское сельское поселение |
| 167 | Скалозубка          | деревня          | 64        | Богородское сельское поселение    |
| 168 | Сменово             | деревня          | ↘10       | Коляновское сельское поселение    |
| 169 | Становое            | деревня          | ↘13       | Куликовское сельское поселение    |
| 170 | Старово             | деревня          | 3         | Беляницкое сельское поселение     |
| 171 | Степаново           | деревня          | ↘5        | Балахонковское сельское поселение |
| 172 | Стрелково           | деревня          | ↘4        | Балахонковское сельское поселение |
| 173 | Строкино            | деревня          | 52        | Богородское сельское поселение    |
| 174 | Стромихино          | село             | ↗121      | Богданихское сельское поселение   |
| 175 | Тарасово            | деревня          | ↘8        | Балахонковское сельское поселение |
| 176 | Тарбаево            | деревня          | ↘15       | Богданихское сельское поселение   |
| 177 | Теплово             | деревня          | ↘10       | Богданихское сельское поселение   |
| 178 | Тимошиха            | деревня          | ↘200      | Тимошихское сельское поселение    |
| 179 | Тимошкино           | деревня          | ↘80       | Богданихское сельское поселение   |
| 180 | Токовицы            | деревня          | ↘3        | Куликовское сельское поселение    |
| 181 | Толчково            | деревня          | ↘17       | Куликовское сельское поселение    |
| 182 | Тюрюково            | село             | ↘97       | Балахонковское сельское поселение |
| 183 | Уводь               | деревня          | 175       | Беляницкое сельское поселение     |
| 184 | Ушаковка            | деревня          | ↗21       | Куликовское сельское поселение    |
| 185 | Федосово            | деревня          | ↗73       | Куликовское сельское поселение    |
| 186 | Фрольцево           | деревня          | ↘0        | Балахонковское сельское поселение |
| 187 | Храброво            | деревня          | ↘14       | Балахонковское сельское поселение |
| 188 | Хребтово            | деревня          | ↘50       | Беляницкое сельское поселение     |
| 189 | Худынино            | деревня          | ↘13       | Беляницкое сельское поселение     |
| 190 | Церковново          | село             | ↘28       | Балахонковское сельское поселение |
| 191 | Чернореченский      | село             | ↗1669     | Чернореченское сельское поселение |
| 192 | Четверкино          | деревня          | 7         | Богородское сельское поселение    |
| 193 | Четряково           | деревня          | ↗4        | Куликовское сельское поселение    |
| 194 | Чуприно             | село             | ↘0        | Новоталицкое сельское поселение   |
| 195 | Шульгино            | деревня          | ↘6        | Богданихское сельское поселение   |
| 196 | Шуринцево           | деревня          | ↗159      | Беляницкое сельское поселение     |
| 197 | Щипачево            | деревня          | ↘4        | Тимошихское сельское поселение    |
| 198 | Юриково             | деревня          | ↘10       | Богородское сельское поселение    |
| 199 | Юркино              | деревня          | ↗8        | Куликовское сельское поселение    |
| 200 | Юрьевское           | деревня          | ↗82       | Куликовское сельское поселение    |
| 201 | Якимово             | деревня          | ↘1        | Богданихское сельское поселение   |
| 202 | Ярлыково            | деревня          | ↘46       | Тимошихское сельское поселение    |
| 203 | Ярумино             | деревня          | ↘0        | Богданихское сельское поселение   |
| 204 | Ясюниха             | деревня          | ↘196      | Богданихское сельское поселение   |

Упразднённые населенные пункты:
- 2003 год - поселок подсобного хозяйства завода "Ивтекмаш", деревни Спасское, Талицы и Черново, поселок учхоза № 3 ИСХИ[36]

## Экономика
В 2018 г. отгружено товаров собственного производства, выполнено работ и услуг собственными силами по обрабатывающим видам деятельности по крупным и средним предприятиям — 5,13 млрд.руб.

## Культура
Культурно-развлекательные мероприятия
- Областной фестиваль-конкурс рок-музыки «Рок-Февраль»[37]
- Областной фестиваль бардовской песни «Высоковская струна»[38]
- Военно-патриотический фестиваль «Кречет»[39]
- Открытый фестиваль «Ивановский капустник»[40]